# Jean Doré

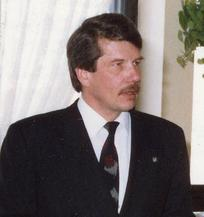
Jean Doré (1990)

Jean Doré (* 12. Dezember 1944 in Montreal; † 15. Juni 2015 ebenda) war ein kanadischer Politiker. Von 1986 bis 1994 amtierte er als Bürgermeister der Stadt Montreal.

## Biografie
Doré studierte Recht an der Université de Montréal, wo er 1967/68 Präsident der Studierendenvertretung war. Anschließend schloss er an der McGill University als Master der Politikwissenschaft ab. 1970 arbeitete er bei Radio-Canada für kurze Zeit als Journalist und war danach Presse-Attaché von René Lévesque, dem Vorsitzenden der Parti Québécois. 1972 übernahm er das Amt des Generaldirektors der Fédération des associations coopératives d’économie familiale, dem Verbraucherschutzverband von Québec, ab 1975 war er deren Präsident. Eine aktive Rolle hatte er auch bei der Menschenrechtsliga von Québec inne.
1974 war Doré an der Gründung der links-progressiven Lokalpartei Rassemblement des citoyens de Montréal (RCM) beteiligt. Zunächst war er Schatzmeister des RCM. Nachdem er 1982 dessen Vorsitzender geworden war, forderte er in der Bürgermeisterwahl den Amtsinhaber Jean Drapeau heraus und erhielt 48 % der Stimmen. Die Wahl in den Stadtrat verpasste er damals ebenso. Dies gelang ihm schließlich 1984 in einer Nachwahl, woraufhin er Oppositionsführer war. Bei der Stadtratswahl am 9. November 1986 errang der RCM einen überwältigenden Sieg mit 55 von 58 Sitzen. Doré setzte sich in der gleichzeitig durchgeführten Bürgermeisterwahl mit einem Anteil von 66 % der Stimmen durch.
Doré und der RCM waren mit dem Versprechen angetreten, den als autoritär empfundenen Führungsstil Drapeaus zu überwinden. Schwerpunkte waren die Demokratisierung der politischen Institutionen und die Dezentralisierung der Stadtverwaltung. Es entstanden Bezirksbeiräte und Bürgerbüros. Weitere Verdienste waren der markante Ausbau des Radwegnetzes und die Sanierung des Alten Hafens. 1990 wurde Doré mit 59 % der Stimmen wiedergewählt. In seiner zweiten Amtszeit musste er sich zunehmend den Vorwurf gefallen lassen, seine Amtsführung sei ineffektiv. Ebenso war er nicht gewillt, die von seinem Vorgänger angehäufte Schuldenlast zu verringern.
1994 erhielt Doré nur noch 32 % der Stimmen und musste als Bürgermeister zurücktreten, seinen Sitz im Stadtrat gab er auf. 1998 versuchte er ein Comeback und gründete zu diesem Zweck eine neue Partei, die Équipe Montréal. Mit einem Stimmenanteil von 10 % war er lediglich viertplatzierter Kandidat. Er zog sich aus der Politik zurück und arbeitete als Direktor für Geschäftsentwicklung bei Caisses Desjardins.